# 차규헌
차규헌(車圭憲, 1929년 2월 1일 ~ 2011년 5월 10일)은 1979년 12.12 군사반란에 가담한자다. 대한민국의 군인을 지낸 정치인이다. 본관은 연안(延安)이고, 아호(雅號) 승담(昇潭)이다.

## 생애
일제강점기 경기도 진위군 송탄면 모곡리 출생하였고 지난날 한때 일제 강점기 경기도 평택군 평택읍에서 잠시 유아기를 보낸 적이 있으며 그 후 일제 강점기 경성부에서 성장한 그는, 1949년 육사 8기로 임관하여 육군 주월 비둘기부대장, 육군 제7사단장, 육군 수도경비사령관 등을 지냈다. 육군 수도군단장으로 재직중이었던 1979년 전두환, 노태우 등의 신군부가 일으킨 12·12 군사 반란에 가담하였고 이듬해 1980년 5·18 광주 민주화 운동의 무력 진압에도 관여하였다. 그 후 육군사관학교 교장, 육군참모차장, 육군 제2군사령관 등을 거쳐 1983년 육군 대장으로 예편, 1986년에 교통부 장관을 지냈고 민주정의당 고문 겸 당무위원 등을 지냈다.
1996년 12·12 군사 반란 및 5·17 쿠테타에 가담한 혐의로 기소되어 1997년 4월 17일, 대법원에서 징역 3년 6월형이 확정되었으나, 그 해 12월 특별사면 석방되었다.

## 학력
- 1947년 경성 경기고등상업학교 졸업
- 1949년 대한민국 육군사관학교 8기
- 1950년 대한민국 육군보병학교 졸업
- 1951년 대한민국 육군포병학교 졸업
- 1952년 대한민국 육군기갑학교 졸업
- 1954년 미국 육군야전포병학교 졸업
- 1955년 대한민국 육군고급부관학교 졸업
- 1957년 대한민국 국방대학교 행정학사 2기
- 1965년 건국대학교 경제학과 학사

### 비학위 수료
- 서울대학교 행정대학원 행정정책과정 수료

## 주요 경력
- 육군 제7사단장
- 육군 수도경비사령부 사령관
- 육군참모차장
- 육군 수도군단장
- 육군 제2야전군사령부 사령관
- 교통부 장관

## 미디어에서
- 전진기 - 2023년 영화 《서울의 봄》[1]

## 같이 보기
- 황영시
- 유학성

| 전임 나희필 | 제6대 비상기획위원회 위원장 1983년 3월 9일 ~ 1986년 8월 25일 | 후임 이상훈 |

| 전임 손수익 | 제31대 교통부 장관 1986년 8월 27일 ~ 1988년 2월 24일 | 후임 이범준 |

1. ↑  극 중에서는 현치성이라는 이름으로 등장.